# Rădeni (Călărași)
Rădeni è un comune della Moldavia situato nel distretto di Călărași di 1.741 abitanti al censimento del 2004